# Indanthura carinata
Indanthura carinata is een pissebed uit de familie Anthuridae. De wetenschappelijke naam van de soort is voor het eerst geldig gepubliceerd in 1966 door Pillai & Eapen.